# Molina (Chile)
Molina es una comuna de la provincia de Curicó, que se encuentra ubicada en la Región del Maule en la zona central de Chile.

## Historia

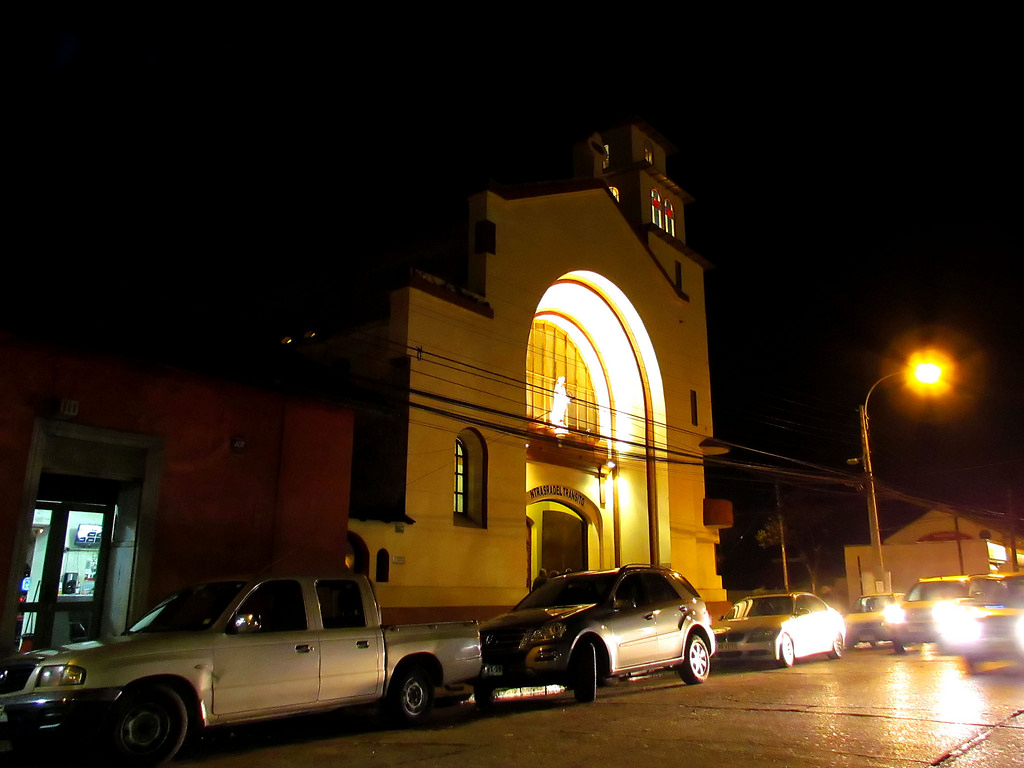
Iglesia de Molina en calle Quechereguas.

En 1834, el Intendente de Talca de la época, José Donoso Bustamante, visita la Hacienda "Quechereguas" de propiedad de María del Tránsito de la Cruz y Antúnez, casada con José Antonio Rosales, Diputado de la provincia, quien deseaba fundar un pueblo en uno de los extremos de su hacienda, limitando con la Hacienda Villa Verde. En marzo de 1834, el Intendente, previo informe de personalidades del sector, entre ellos el párroco de Lontué, envía la petición al Presidente de la República, José Joaquín Prieto Vial. El 10 de diciembre se recibe el Decreto del 28 de noviembre por el cual se crea la nueva población con el nombre de "Villa de Molina", en memoria del Abate Juan Ignacio Molina SJ, sabio jesuita chileno que enriqueció las ciencias nacionales.
En 1874 se le da el título de ciudad a Molina, 7 de noviembre de 1874, además en el mismo año la ciudad abre su estación Molina.

## Medio ambiente

### Geomorfología y componentes abióticos

Trazado simplificado de los ecosistemas y cuerpos de agua presentes en la comuna de Molina.

La comuna de Molina se encuentra emplazada en las unidades geomorfológicas de Cordillera andina de retención crionival, Cordillera de la costa, Llano central fluvio-glacio-volcánico y Precordillera; y presenta según la clasificación climática de Köppen clima de tundra (ET), clima de tundra de lluvia invernal (ET (s)), clima mediterráneo de lluvia invernal (Csb), clima mediterráneo de lluvia invernal de altura (Csb (h)) y clima mediterráneo frío de lluvia invernal (Csc). Esta además se halla entre las cuencas hidrográficas de río Mataquito y río Maule. Además, la comuna posee diversos cuerpos de agua, entre los que se destacan la lago de la Mollera, laguna Aguas Calientes, laguna El Cerrillo, laguna Grande y laguna Mondaca; y río Claro, río Colorado, río Lontue, río Los Patos de San Pedro, río Negro y río Radal.

### Componentes bióticos
Dentro del territorio de la comuna se pueden hallar los siguientes ecosistemas:
- Bosque caducifolio mediterráneo andino donde predominan Nothofagus glauca y Nothofagus obliqua (Vulnerable)
- Bosque caducifolio mediterráneo interior donde predominan Nothofagus obliqua y Cryptocarya alba (En peligro crítico)
- Bosque caducifolio mediterráneo-templado andino donde predominan Austrocedrus chilensis y Nothofagus obliqua (Vulnerable)
- Bosque esclerófilo mediterráneo andino donde predominan Lithrea caustica y Lomatia hirsuta (Vulnerable)
- Bosque espinoso mediterráneo interior donde predominan Acacia caven y Lithrea caustica (En peligro)
- Herbazal mediterráneo andino donde predominan Oxalis adenophylla y Pozoa coriacea (Vulnerable)
- Matorral bajo mediterráneo andino donde predominan Chuquiraga oppositifolia y Discaria articulata (Vulnerable)
- Matorral bajo mediterráneo andino donde predominan Laretia acaulis y Berberis empetrifolia (Preocupación menor)
- Zonas geográficas hinóspitas sin vegetación (Sin información)

### Medidas de protección ambiental y conflictos socioambientales
Hasta 2022, la comuna de Molina cuenta con las siguientes zonas que poseen algún nivel de protección ambiental:
- Agua Fría; Ampliación Reserva Radal 7 Tazas (Sitios ERB)[11]
- Alta Cuenca Río Colorado (Sitios ERB)[12]
- Cerros de Cumpeo (Sitios ERB)[13]
- Cuenca Media del Río Colorado (Sitios ERB)[14]
- Nacimiento Río Barroso (Sitios ERB)[15]
- Parque Nacional Radal Siete Tazas (parque nacional y reserva nacional)[16]
- Santuario de la Naturaleza Los Maitenes del Río Claro (Santuario de la Naturaleza)[16]
- Unión RN Alotos Lircay-Radal- Laguna Mondaca (Sitios ERB)[17]

## Demografía
La comuna de Molina abarca una superficie de 1551,64 km² y posee una población de 45 976 habitantes (2017), correspondientes al 4,4 % de la población total de la región, con una densidad de 29,63 hab/km². Del total de la población, 23 341 son mujeres (50,77 %) y 22 635, hombres (49,23 %). El año 2002, el 26,71 % correspondía a población rural y el 73,28 % a población urbana. Los núcleos urbanos principales son la cabecera comunal, Molina, y la localidad urbana de Lontué (10 029 habitantes). Otras localidades pobladas son Pichingal, Quechereguas, Entre Ríos, Casa Blanca, Santa Cristina y Radal.

## Administración

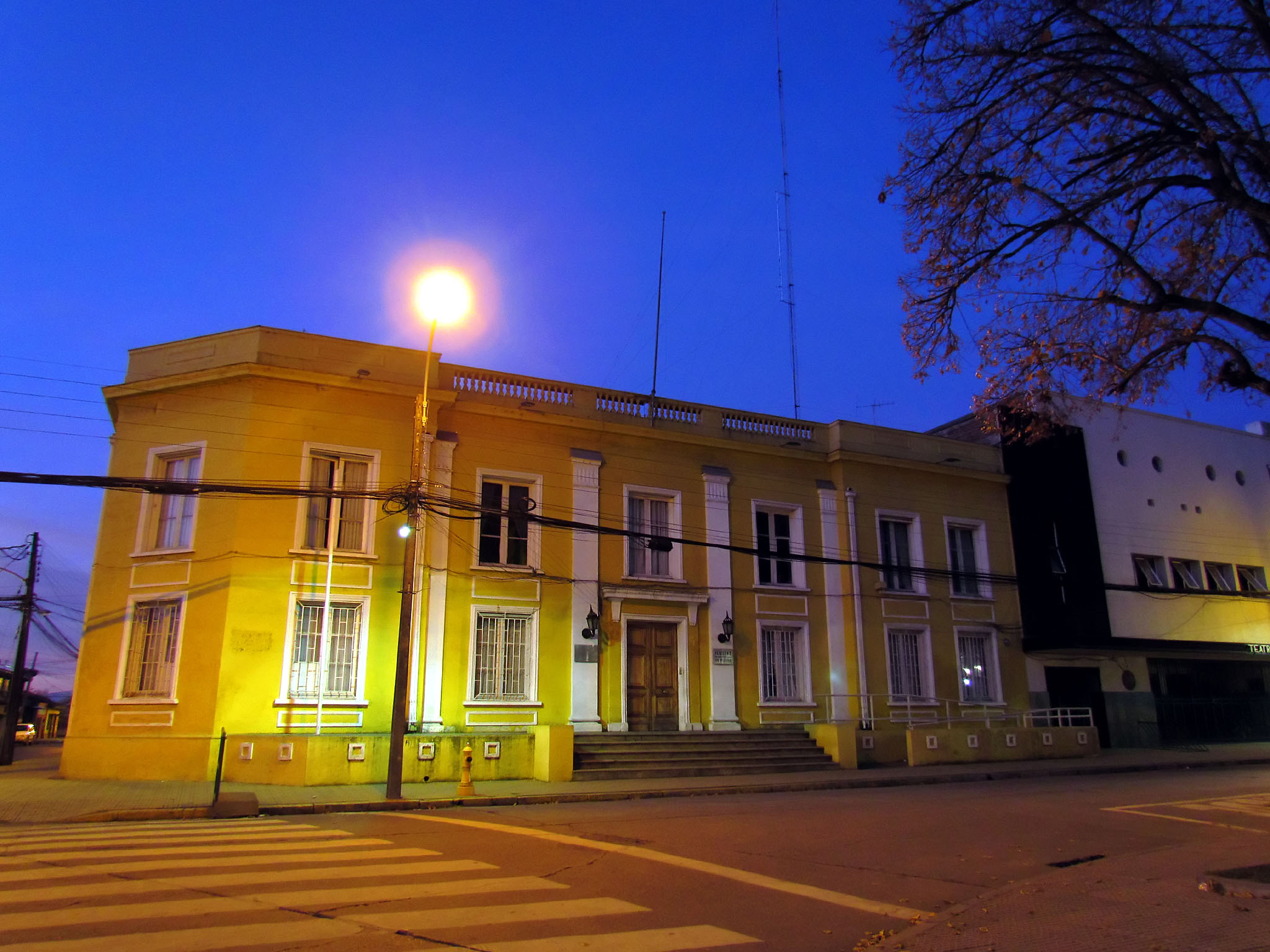
Municipalidad de Molina.

### Municipalidad
La Municipalidad de Molina para el periodo 2024-2028 es dirigida por el alcalde Felipe Eduardo Méndez Guzmán  y el concejo municipal conformado por los concejales:
- Cristian Martínez Hernández
- Alejandro Ortiz Trejo
- José Luiz Lizana
- Ruperto Reyes Rojas
- Francisco Valdés Lazo
- Alejandra San Martín Rojas

### Representación parlamentaria
Molina forma parte de la circunscripción senatorial IX y del distrito electoral 17. Es representada en la Cámara de Diputados del Congreso Nacional por los siguientes diputados:
- Jorge Guzmán Zepeda (Evolución Política)
- Felipe Donoso Castro (UDI)
- Hugo Rey Martínez (RN)
- Alexis Sepúlveda Soto (PLR)
- Benjamín Moreno Bascur (PR)
- Mercedes Bulnes Núñez (IND - RD)
- Francisco Pulgar Castillo (IND - Centro Unido)

En el Senado, la representan:
- Paulina Vodanovic Rojas (PS)
- Juan Antonio Coloma Correa (UDI)
- Juan Castro Prieto (IND - RN)
- Ximena Rincón González (PDC)
- Rodrigo Galilea Vial (RN)

## Economía

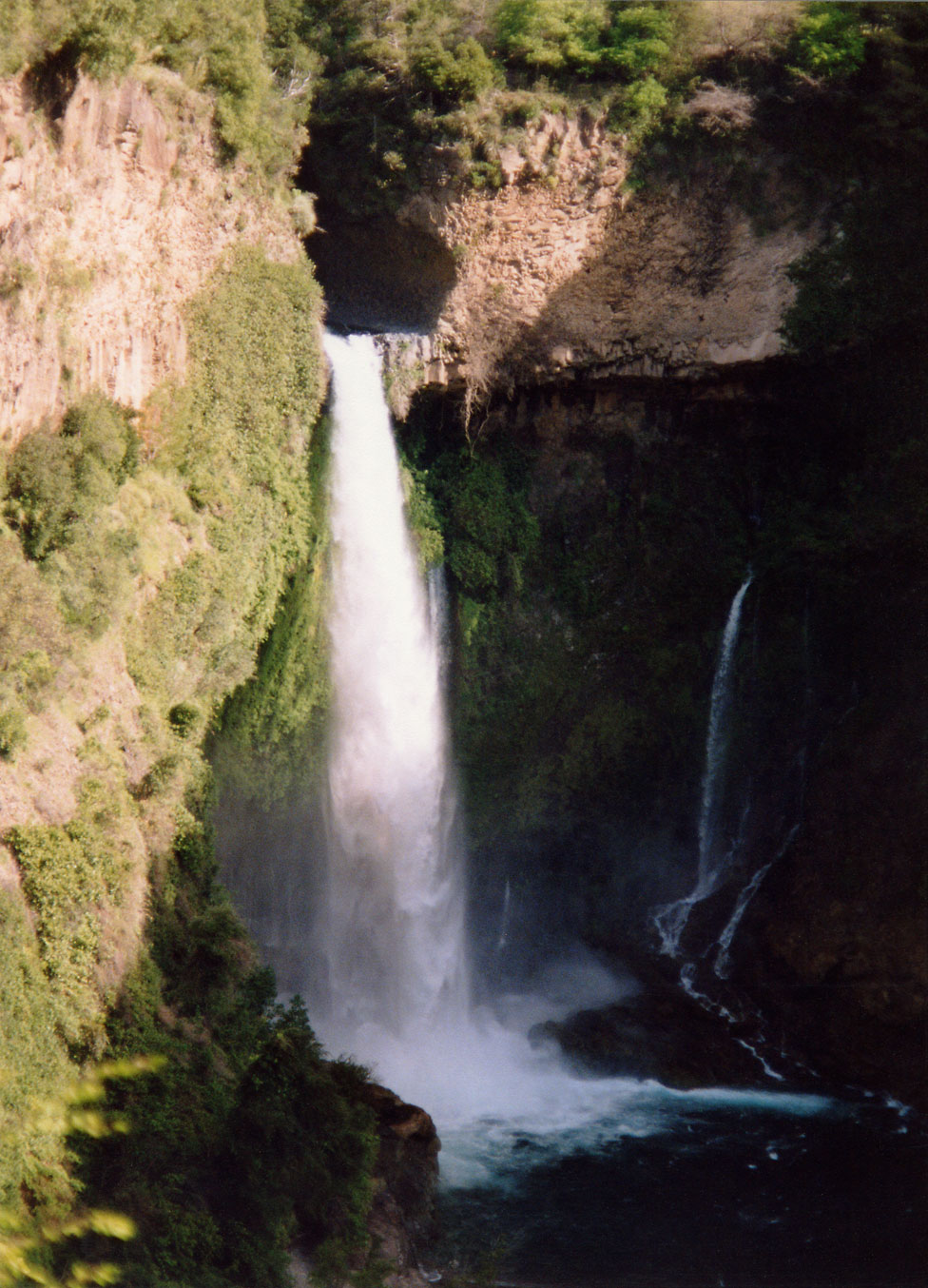
Cascada Velo de la Novia, parque nacional "Radal Siete Tazas", comuna de Molina.

Molina se caracteriza, por antonomasia, por ser uno de los grandes polos de la industria vitivinícola chilena. Además de las vides, está la existencia de una industria frutícola, destacando la producción de cerezas, manzanas, peras y kiwis. Es sede de importantes empresas exportadoras y productoras de vinos como Viña Concha & Toro, Viña San Pedro Tarapaca (VSPT Group), Viña Echeverría y también empresas agrícolas como Dole, Hortifrut, Patagonia Fresh , Agrícola Garcés y varias más. Esta comuna conforma casi el 32 % del PIB de la región y también se destaca por la tasa de desempleo más baja de la zona central.
En 2018, la cantidad de empresas registradas en Molina fue de 771. El Índice de Complejidad Económica (ECI) en el mismo año fue de 0,1, mientras que las actividades económicas con mayor índice de Ventaja Comparativa Revelada (RCA) fueron Elaboración de Vinos (50,1), Servicio de Roturación de Siembra y Similares (34,91) y Cultivo de Uva Destinada a Producción de Vino (32,55).

### Turismo
Gracias a su extensa reserva natural (Radal 7 tazas) esta localidad cuenta con camping, ecoturismo, comida internacional y autóctona además de extensos bosques nativos en donde se puede realizar caminata y cabalgata pudiendo recorrer en escasas horas grandes territorios turísticos de esta zona. Además este cuenta con un gran número de eco-artesanos, es decir artesanos que generan su artículos sin deforestar ni dañar la flora y fauna del sector.

## Deportes

### Fútbol
La comuna de Molina ha tenido a tres clubes participando en los Campeonatos Nacionales de Fútbol Amateur:
- Atlético Molina: Tercera División (1981-1982).
- Lautaro de Molina: Cuarta División (2000).
- Unión Molina: Tercera División B (2012).

La ciudad dispone del Estadio Municipal de Molina para sus partidos de fútbol. El recinto, propiedad de la Municipalidad y ubicado en la Avenida Luis Cruz Martínez #2253, fue inaugurado en 1974 y tiene una capacidad de 2.000 espectadores. El estadio recibe fútbol profesional al ser sede de Provincial Curicó Unido, que ejerce su localía allí durante la segunda mitad de la Liga de Ascenso 2025.
Molina ha sido la cuna de destacados futbolistas profesionales, que hacen o hicieron grandes carreras a nivel nacional e internacional, de los cuales destacan:
- Nelson Tapia: Portero, campeón nacional con Universidad Católica y Cobreloa, medallista de bronce en los Juegos Olímpicos de Sídney 2000 y seleccionado chileno en el Mundial de Francia 1998.
- Alejandro Silva Vilches: Defensor, fallecido en 2018, campeón de Primera División con Universidad de Chile, Colo-Colo y Unión Española.
- Luis Vásquez: Portero, capitán de Curicó Unido y campeón de la Primera B 2008.
- Matías Pérez: Defensor, surgido de las inferiores de Curicó Unido, y actualmente en el Lecce de la Serie A  de Italia.

## Medios de comunicación
- Revista CCM: Medio de comunicación digital.[22]
- Nova TV Canal 7: canal de televisión por el cableoperador Novavision, fundado hace más de 10 años
- Punto Lontue Noticias: medio de comunicación digital.
- VFM-Radio: Medio de comunicación por un diario electrónico creado en el año 2021

## Radioemisoras
- 88.3 MHz Radio Montina
- 92.1 MHz Radio Chilena del Maule
- 106.5 MHz Radio Alfaomega
- 107.3 MHz Radio Ximena
- 107.7 MHz Radio Vendimia